# Cavernicola pilosa
Cavernicola pilosa es una especie de la familia de las chinches asesinas (Reduviidae).

## Distribución
Esta especie tiene una amplia distribución a través de Centro y Sur América, encontrándose en países como Brasil, Ecuador, Colombia, Guayana Francesa, Panamá, Perú y Venezuela. Habita principalmente cuevas y cavidades de árboles en regiones tropicales.
Cavernicola pilosa es un insecto hematófago que se alimenta principalmente de murciélagos, pero se ha informado que también puede morder a seres humanos.
Esta especie ha sido considerada como vector de Trypanosoma cruzi, una causa conocida de la enfermedad de Chagas.